# Nogaus hamiltoni
Nogaus hamiltoni is een eenoogkreeftjessoort uit de familie van de Pandaridae. De wetenschappelijke naam van de soort is voor het eerst geldig gepubliceerd in 1890 door Thomson G.M.